# Robert Boyle
Robert Boyle (Lismore, 25. siječnja 1627. – London, 30. prosinca 1691.), irski kemičar, fizičar i izumitelj. Jedan od utemeljitelja moderne kemije. Uveo mnoge eksperimentalne metode za prepoznavanje kemijskih elemenata i spojeva. Svojim radovima dokazivao da voda, vatra, zemlja i zrak nisu temeljni elementi sveukupne tvari. Smatrao da fizikalna svojstva potječu od gibanja atoma, koje je nazvao korpuskulama; istraživao širenje zvuka, hidrostatički paradoks, svojstva plinova i drugo. Najpoznatiji je po plinskom zakonu (Boyle-Mariotteov zakon). Bio jedan od osnivača Kraljevskog društva za poboljšanje znanja o prirodi (eng. Royal Society). Glavno djelo: Skeptični kemičar (eng. The Sceptical Chymist, 1661.). Izolirao je metilni alkohol i aceton. 

## Boyle-Mariotteov zakon
Boyle-Mariotteov zakon opisuje istodobnu izotermnu (T = konstantno) promjenu tlaka i volumena plina. Volumen plina mijenja se s tlakom prema jednakosti: 
{\displaystyle \qquad p_{1}\cdot V_{1}=p_{2}\cdot V_{2}=...=p_{i}\cdot V_{i}}
odnosno:
{\displaystyle \qquad p\cdot V=konstanta}
za stalnu temperaturu (T = konstantno). Vrijednost konstante ovisi o temperaturi i količini plina. Dakle, na stalnoj temperaturi tlak i volumen plina obrnuto su razmjerni u zatvorenom plinskom sustavu. U p-V dijagramu Boyle-Mariotteov zakon prikazuje se izotermama. Ovdje su to hiperbole s temperaturom T kao parametrom. Boyle-Mariotteov zakon vrijedi u potpunosti za idealni plin, dok za realne plinove pri visokim tlakovima nastaju manji otkloni.